# Vigh Jenő
Vigh Jenő (Szolnok, 1894. július 19. – Budapest, 1960. április 16.) magyar újságíró, zenekritikus, operaénekes.

## Életpályája
Vígh (Lusztig) Sándor (1859–1941) biztosítási ügynök, hajótulajdonos és Szeszler Malvin (1871–1933) gyermekeként született. Apai nagyszülei Vígh (Lusztig) Adolf (1825–1921) magánzó és Vígh (Lusztig) Róza, anyai nagyszülei Szeszler Henrik és Frank Ernesztina voltak. A középiskola után operaénekesnek készült. 
Németországban több operaházban dolgozott. Visszatérve Magyarországra zenekritikákat írt fővárosi lapoknak. 
1941-ben Budapesten, a Józsefvárosban házasságot kötött Varga Máriával. 1946-ban az Új Szó zenekritikusa volt. 
1946–1947 között a Magyar Nap kultúrrovatának vezetője volt. 1954-től az Új Világnál dolgozott. 1957–1960 között az Ország-Világ című hetilap munkatársa volt.
Írói tevékenységet is folytatott, népszerű zenei életregényei és novellái jelentek meg. Sírja a Farkasréti temetőben található (609-220).

## Művei
- Ha Haydn naplót írt volna… (Budapest, 1953)
- Ha Csajkovszkij naplót írt volna… (Budapest, 1958)
- Halhatatlan zeneköltők. Tíz arckép (Budapest, 1959)